# Gedera
Gedera (hebräisch גְּדֵרָה Gderah, deutsch ‚Hürde‘, modernhebräische Aussprache [geˈdeʀa];) ist eine Stadt im Zentralbezirk von Israel.

## Geschichte
Nach einer biblischen Überlieferung (Jos 15,36 ) war Gedera ein Ort im Stammesgebiet Juda, der im südlichen Teil der Küstenebene („Philisterland“) etwa auf dem Gebiet des alten Gedera der Hasmonäer-Zeit lag. Gedera – das arabische Qatra – wurde 1884 von russischen Bilu-Pionieren als landwirtschaftliche Siedlung gegründet, nachdem, mit Hilfe von Jehoschua Chankin und des französischen Konsuls Poliovierre in Jaffa, von der Jewish Colonisation Association Land von arabischen Grundeigentümern angekauft worden war. Die arabischen Pächter des Landes wurden bei dem Verkauf nicht konsultiert. Den Aufbau Gederas unterstützten Baron Edmond de Rothschild und die Organisation Chibbat Zion. Bedeutsam wurde die dort gelegene Erholungs- und Lungenheilstätte.

## Persönlichkeiten
- Avshalom Feinberg (1889–1917), Anführer des jüdisch-zionistischen Spionagerings NILI
- Wolfgang von Weisl (1896–1974), zionistischer Journalist
- Safrira Zachai (* 1932), Schauspielerin
- David Ivry (* 1934), Diplomat und von 1977 bis 1982 Oberbefehlshaber der israelischen Luftstreitkräfte
- Mosche Kaplinski (* 1957), General
- Gila Gamliel (* 1974), Politikerin
- Maxim Gokhberg (* 1996), Eishockeytorwart
- Avishag Semberg (* 2001), Taekwondoin